# Keith Edmier
Keith Edmier, né en 1967 à Chicago, est un sculpteur américain connu pour ses sculptures de plantes en résine. 

## Biographie
En 1986, Keith Edmier suit les cours du California Institute of Arts. Il participe à plusieurs expositions importantes aux États-Unis, parmi lesquelles on peut citer Human/Nature (1995) au New Museum de New York, et Gothic (1997) au Contemporary Art Institute de Boston.

## Œuvres
Plusieurs de ses œuvres se trouvent dans des musées, comme le Tate à Londres.
- Water Lily (1997)
- First and Second Night Blooms (1998)
- Snowdrops (1998)
- A Dozen Roses (1998)
- Beverly Edmier 1967(1998)
- Paphiopedilum (2001)
- Contemporary Projects 7: Keith Edmier and Farrah Fawcett 2000 (2002-2003)
- Fireweed (2002-2003)